# Franck Labbe
Pas d'image ? Cliquez ici

a Compétitions nationales et continentales officielles uniquement.

b Matchs officiels uniquement.
Dernière mise à jour le 6 septembre 2015.
Franck Labbe, né le 28 février 1980, est un joueur franco-espagnol de rugby à XV qui joue au poste de pilier.